# Scye
Scye è un comune francese di 115 abitanti situato nel dipartimento dell'Alta Saona nella regione della Borgogna-Franca Contea.

## Società

### Evoluzione demografica
Abitanti censiti